# Barbara Kingsolverová
Barbara Kingsolverová (* 8. dubna 1955, Annapolis) je americká spisovatelka. V roce 2023 získala Pulitzerovu cenu za beletrii za román Demon Copperhead. Za stejný román získala britskou Women's Prize for Fiction a je jedinou ženou, která tuto cenu získala dvakrát, když jí byla oceněna i její kniha Lakuna pojednávající o Fridě Kahlo a Lvu Trockém. V dětství žila nějaký čas v Kongu, zkušenosti odtud využila ve své knize The Poisonwood Bible (1999). Je známa svou levicovou, progresivistickou, feministickou a environmentalistickou orientací. Je propagátorkou lokální stravy, své zkušenosti s ní popsala v knize Animal, Vegetable, Miracle.

### Česky vyšlo:
- Lakuna, Jota 2011 (překlad Simoneta Dembická)
- Píseň jedovatého stromu, Leda 2024 (překlad Veronika Lásková)